# 廖福特
廖福特（1965年—），臺北市人，臺灣國際人權法學者，現任中央研究院法律學研究所研究員、東海大學法律學系合聘教授、國立臺北大學法律學系兼任教授、東吳大學人權學程兼任教授、民主進步黨中央黨部仲裁委員，曾任總統府人權諮詢委員會副主任委員、臺灣民主基金會執行長、台灣國際法學會秘書長、外交部諮詢委員。
研究領域包括国际人权法、歐洲區域法律、国际法及中華民國憲法，在總統馬英九任內，曾任總統府人權諮詢委員會副主任委員。2024年8月30日，獲時任總統賴清德提名為司法院大法官，在立法院人事審查未獲通過。

## 爭議
2024年12月12日，廖福特赴立法院進行大法官人事案審查，遭國民黨立委徐巧芯揭露名下土地涉及違建、出租給業者違法經營洗車場和停車場，遭質疑涉嫌逃漏稅，挨批「知法、犯法、玩法」。廖福特回應稱「不清楚細節」、「之後會了解」。

## 主要著作
廖福特有大量學術論文著作，已出版書籍如下：
- 《歐洲人權法》，學林出版，2003年5月。
- 《國際人權法：議題分析與國內實踐》，元照出版，2005年4月。
- 《人權法論叢》，元照出版，2007年3月。
- (暫譯)《新世紀台灣憲法及人權的發展》（Development of Constitutional Law and Human Rights in Taiwan Facing the New Century），與黃昭元、張文貞合著，日本發展經濟中心（Institute of Developing Economies, Japan），2003年3月。
- 《國際人權公約與國內法化之方法與策略》（與陳隆志合著），行政院研究發展考核委員會，2003年6月。
- 《國際人權法文獻選集與解說》（陳隆志主編，黃昭元、李明峻、廖福特編輯），前衛出版社，2006年4月。
- 《憲法解釋之理論與實務第五輯》（與湯德宗主編），中央研究院法律學研究所籌備處，2007年3月。
- 《憲法解釋之理論與實務第六輯》，中央研究院法律學研究所籌備處，2009年7月。
- 《國家人權委員會》，五南出版，2011年1月。